# Maria Francesca di Savoia
Maria Francesca di Savoia (nome completo in italiano Maria Francesca Anna Romana; Roma, 26 dicembre 1914 – Mandelieu-la-Napoule, 4 dicembre 2001) è stata una principessa italiana.

## Biografia

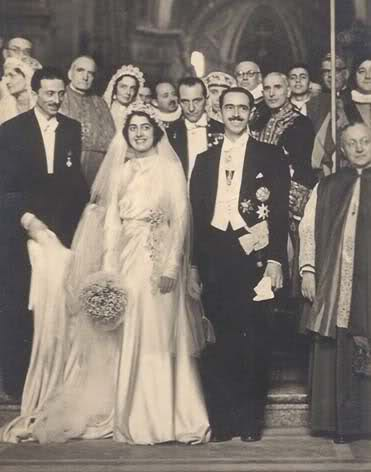
Maria Francesca di Savoia il giorno del suo matrimonio con il principe Luigi di Borbone-Parma

Ultimogenita del re d'Italia Vittorio Emanuele III e della regina Elena del Montenegro, Maria nacque al Palazzo del Quirinale pochi mesi prima dell'entrata dell'Italia nella prima guerra mondiale. Sposò il 23 gennaio 1939, nella Cappella Paolina del Quirinale in Roma, Luigi Carlo di Borbone, figlio di Roberto I di Borbone, duca di Parma, e di Maria Antonia di Braganza, infanta del Portogallo; Luigi era il fratello minore di Zita d'Asburgo, ultima imperatrice d'Austria e regina d'Ungheria.
Alle sue nozze re Vittorio Emanuele III fece restaurare il Casino Pallavicini nella tenuta di Villa Ada e la donò ai novelli sposi cambiandone il nome in Villa Maria. Attualmente la villa appartiene agli eredi della coppia.
Molto spesso Francesca accompagnava i reali nelle cerimonie e nelle manifestazioni; la propaganda dell'epoca la ritraeva dedita alla carità e all'amor patrio e vari disegni la raffigurano al seguito del padre sui campi di battaglia, intenta a dare conforto alle giovani leve.
Fu sempre molto amata, tanto che a Roma esiste ancor oggi una scuola a lei intitolata. Nel 1943 fu internata in un campo di concentramento in Germania, con due dei suoi figli e il marito. Nel 1945 gli anglo-americani li liberarono ed essi fecero ritorno in Italia. Dopo il referendum che portò alla fine della monarchia si trasferirono a Mandelieu-la-Napoule, in Costa Azzurra. Nel 1967 rimase vedova e da allora scomparve quasi completamente dalla vita pubblica, fatta eccezione per il funerale del fratello Umberto, nel 1983, e a sporadiche interviste su alcune riviste italiane e francesi. Nel 1991 fu colpita dalla perdita del primogenito, il principe Guy de Bourbon-Parme.
Più volte i nipoti cercarono di convincerla a scrivere la sua autobiografia, ma ella respinse sempre la proposta: non volle mai parlare della terribile sofferenza vissuta durante gli anni trascorsi nel campo di concentramento nazista.

## Discendenza
Dal suo matrimonio nacquero quattro figli:
- Guy Sixte Louis Robert Victor de Bourbon-Parme (1940-1991)
- Rémy François de Bourbon-Parme (1942)
- Chantal Marie de Bourbon-Parme (1946)
- Jean Bernard Rémy de Bourbon-Parme (1961)

## Ascendenza
|                                |                                |                                 | Genitori                             |  |  | Nonni |  |  | Bisnonni                      |  |  | Trisnonni               |  |
|                                |                                |                                 |                                      |  |  |       |  |  | Vittorio Emanuele II d'Italia |  |  | Carlo Alberto di Savoia |  |
|                                |                                |                                 |                                      |  |  |       |  |  | Vittorio Emanuele II d'Italia |  |  | Carlo Alberto di Savoia |  |
|                                |                                | Maria Teresa d'Asburgo-Toscana  |                                      |  |  |       |  |  | Vittorio Emanuele II d'Italia |  |  |                         |  |
| Umberto I d'Italia             |                                |                                 |                                      |  |  |       |  |  | Vittorio Emanuele II d'Italia |  |  |                         |  |
|                                |                                | Maria Adelaide d'Asburgo-Lorena | Ranieri Giuseppe d'Asburgo-Lorena    |  |  |       |  |  |                               |  |  |                         |  |
|                                |                                | Maria Adelaide d'Asburgo-Lorena | Ranieri Giuseppe d'Asburgo-Lorena    |  |  |       |  |  |                               |  |  |                         |  |
|                                |                                | Maria Adelaide d'Asburgo-Lorena | Maria Elisabetta di Savoia-Carignano |  |  |       |  |  |                               |  |  |                         |  |
| Vittorio Emanuele III d'Italia |                                | Maria Adelaide d'Asburgo-Lorena |                                      |  |  |       |  |  |                               |  |  |                         |  |
|                                |                                | Ferdinando di Savoia-Genova     | Carlo Alberto di Savoia              |  |  |       |  |  |                               |  |  |                         |  |
|                                |                                | Ferdinando di Savoia-Genova     | Carlo Alberto di Savoia              |  |  |       |  |  |                               |  |  |                         |  |
|                                |                                | Ferdinando di Savoia-Genova     | Maria Teresa d'Asburgo-Toscana       |  |  |       |  |  |                               |  |  |                         |  |
| Margherita di Savoia           |                                | Ferdinando di Savoia-Genova     |                                      |  |  |       |  |  |                               |  |  |                         |  |
|                                |                                | Elisabetta di Sassonia          | Giovanni I di Sassonia               |  |  |       |  |  |                               |  |  |                         |  |
|                                |                                | Elisabetta di Sassonia          | Giovanni I di Sassonia               |  |  |       |  |  |                               |  |  |                         |  |
|                                |                                | Elisabetta di Sassonia          | Amalia Augusta di Baviera            |  |  |       |  |  |                               |  |  |                         |  |
| Maria d'Italia                 |                                | Elisabetta di Sassonia          |                                      |  |  |       |  |  |                               |  |  |                         |  |
|                                | Granduca Mirko Petrović-Njegoš | Stanko Petrović-Njegoš          |                                      |  |  |       |  |  |                               |  |  |                         |  |
|                                | Granduca Mirko Petrović-Njegoš | Stanko Petrović-Njegoš          |                                      |  |  |       |  |  |                               |  |  |                         |  |
|                                | Granduca Mirko Petrović-Njegoš | Christine Vrbitsa               |                                      |  |  |       |  |  |                               |  |  |                         |  |
| Nicola I del Montenegro        | Granduca Mirko Petrović-Njegoš |                                 |                                      |  |  |       |  |  |                               |  |  |                         |  |
|                                |                                | Anastasija Martinović           | Drago Martinović                     |  |  |       |  |  |                               |  |  |                         |  |
|                                |                                | Anastasija Martinović           | Drago Martinović                     |  |  |       |  |  |                               |  |  |                         |  |
|                                |                                | Anastasija Martinović           | Stana Martinović                     |  |  |       |  |  |                               |  |  |                         |  |
| Elena del Montenegro           |                                | Anastasija Martinović           |                                      |  |  |       |  |  |                               |  |  |                         |  |
|                                |                                | Petar Vukotić                   | Peter Perkov Vukotić                 |  |  |       |  |  |                               |  |  |                         |  |
|                                |                                | Petar Vukotić                   | Peter Perkov Vukotić                 |  |  |       |  |  |                               |  |  |                         |  |
|                                |                                | Petar Vukotić                   | Stana Milić                          |  |  |       |  |  |                               |  |  |                         |  |
| Milena Vukotić                 |                                | Petar Vukotić                   |                                      |  |  |       |  |  |                               |  |  |                         |  |
|                                |                                | Jelena Vervodić                 | Tadija Vervodić                      |  |  |       |  |  |                               |  |  |                         |  |
|                                |                                | Jelena Vervodić                 | Tadija Vervodić                      |  |  |       |  |  |                               |  |  |                         |  |
|                                |                                | Jelena Vervodić                 | Milica Pavičević                     |  |  |       |  |  |                               |  |  |                         |  |
|                                |                                | Jelena Vervodić                 |                                      |  |  |       |  |  |                               |  |  |                         |  |